# 1867 en France
Chronologie de la France
- 1863
- 1864
- 1865
- 1866
- 1867
- 1868
- 1869
- 1870
- 1871

Cette page concerne l'année 1867 du calendrier grégorien.

## Événements
- 13 janvier : arrivée à Yokohama d’une mission militaire française au Japon à la requête du shogunat[1].
- 19 janvier : lettre de Napoléon III annonçant des réformes libérales[2]. Les députés de l'opposition obtiennent le droit d'interpellation[3].
- 20 janvier : remaniement ministériel ; Eugène Rouher est nommé ministre des Finances ; le maréchal Niel ministre secrétaire d'État à la Guerre ; Charles Rigault de Genouilly ministre de la Marine et des Colonies ; Forcade Laroquette ministre de l'Agriculture, du Commerce et des Travaux publics[3].
- 5 février, Mexique : l’armée française de Bazaine évacue Mexico. L’expédition du Mexique se termine de façon pitoyable. Les troupes françaises sont expulsées sous la pression des États-Unis et l’empereur Maximilien est exécuté le 19 juin[4].
- 14 février : vingt-deux ouvriers ragréeurs de la société Barbedienne reçoivent l'ordre de renoncer à leur participation à la société ouvrière de crédit mutuel fondée en 1865, mais le reste du personnel les soutient ; les patrons de l'Association de Fabricants du Bronze adoptent une résolution menaçant du lock-out leurs ateliers dès le 25 février si leurs employés ne quittent pas la société. Les ouvriers bronziers parisiens commencent une grève, soutenus par les autres corporations ouvrières (boutonniers, fondeurs, tourneurs, robinetiers, menuisiers, ouvriers d'instruments de musique, sculpteurs, typographes, ferblantiers, potiers de terre, bijoutiers, doreurs sur métaux, mécaniciens...). Le mouvement des bronziers est animé notamment par Zéphirin Camélinat et Albert Theisz, républicains révolutionnaires, socialistes, futurs membres de la Commune. Le 10 mars une délégation se rend à Londres, solliciter avec succès le soutien financier des travailleurs anglais. Les fabricants négocient avec les bronziers qui obtiennent une augmentation moyenne de salaire de 25 %. Le 24 mars, Barbedienne participe à la dernière assemblée générale de la Société des bronziers, et le travail reprend[5],[6].

- 12 mars : le maréchal Bazaine quitte le Mexique avec les dernières troupes françaises[4].
- 14 mars : senatus-consulte donnant au Sénat le droit de demander au Corps législatif, par une résolution motivée, de délibérer de nouveau sur une loi[3].
- 31 mars : plus de trois mille tailleurs parisiens se mettent en grève ; ils constituent le 4 avril une « Société fraternelle de crédit mutuel, de solidarité et de prévoyance des ouvriers tailleurs de Paris ». Le mouvement se termine à la fin d'avril après l'intervention des autorités qui interdisent les réunions de grévistes. Les ouvriers obtiennent une augmentation de salaire de 10 %[7].

- 1er avril : 

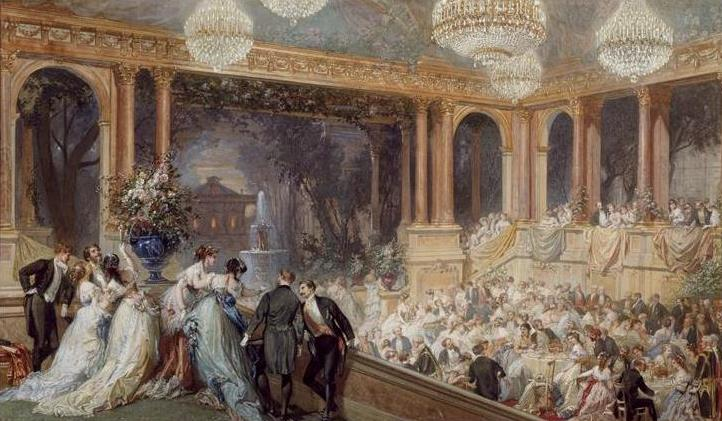
Henri Charles Antoine Baron - Fête officielle au palais des Tuileries pendant l'Exposition universelle de 1867.

  - Bismarck rend publiques au Reichstag les démarches de la France pour annexer le Luxembourg ; le député du Hanovre Alexandre von Bennigsen réclame la réunion du grand-duché au reste de l'Allemagne et le maintien de la garnison allemande. Bismarck se dit prêt à faire la guerre plutôt que de céder une terre germanique à la France, qui recule. La politique de compensation de Napoléon III échoue[8].
  - l’exposition universelle ouvre ses portes à Paris (fin le 3 novembre)[9]. Elle regroupe 50 000 exposants. Visiteurs illustres : la reine du Portugal, le prince Oscar de Suède, le roi et la reine des Belges, le tsar Alexandre, Bismarck et Von Moltke.
- 2 avril : l'industriel Eugène Schneider est nommé par Napoléon III président du Corps législatif[10].
- 6 avril : arrivée à Toulon d’une délégation japonaise envoyée par le shogun à l’occasion de l’Exposition universelle de Paris[11]. Les organisateurs français ne comprennent pas le sens et la valeur des œuvres importées de l’archipel, et les disposent d’une manière totalement incongrue pour les Japonais. L’incident frise la catastrophe diplomatique.
- 10 avril : loi Duruy organisant l'enseignement primaire féminin (les communes de plus de 500 habitants doivent entretenir une école primaire de filles), et ouvrant la voie vers la gratuité de l'enseignement[12].

- 11 mai : à la Conférence de Londres, Napoléon III se voit refuser le Grand-duché de Luxembourg (en compensation pour sa neutralité pendant la guerre austro-prussienne). Le Luxembourg devient un pays neutre sous la garantie des puissances[13].
- 15 mai : monseigneur Charles Lavigerie devient évêque d’Alger[14]. Il était précédemment à Nancy. Il souhaite évangéliser l’Algérie, projet qui rencontre l’opposition de l’empereur et, sur le terrain, de l’armée. Il va fonder deux ordres de missionnaires : les Pères blancs et les Sœurs missionnaires d’Afrique, qui ouvrent dispensaires et orphelinats à travers le pays. Il veut aussi ramener les Berbères au christianisme qu’ils avaient abandonné à partir du VIIe siècle pour l’islam.
- 21 mai : Frédéric Passy fonde la Ligue de la paix et de la liberté à l'issue d'une conférence à l'École de médecine sur « la paix et la guerre »[15].

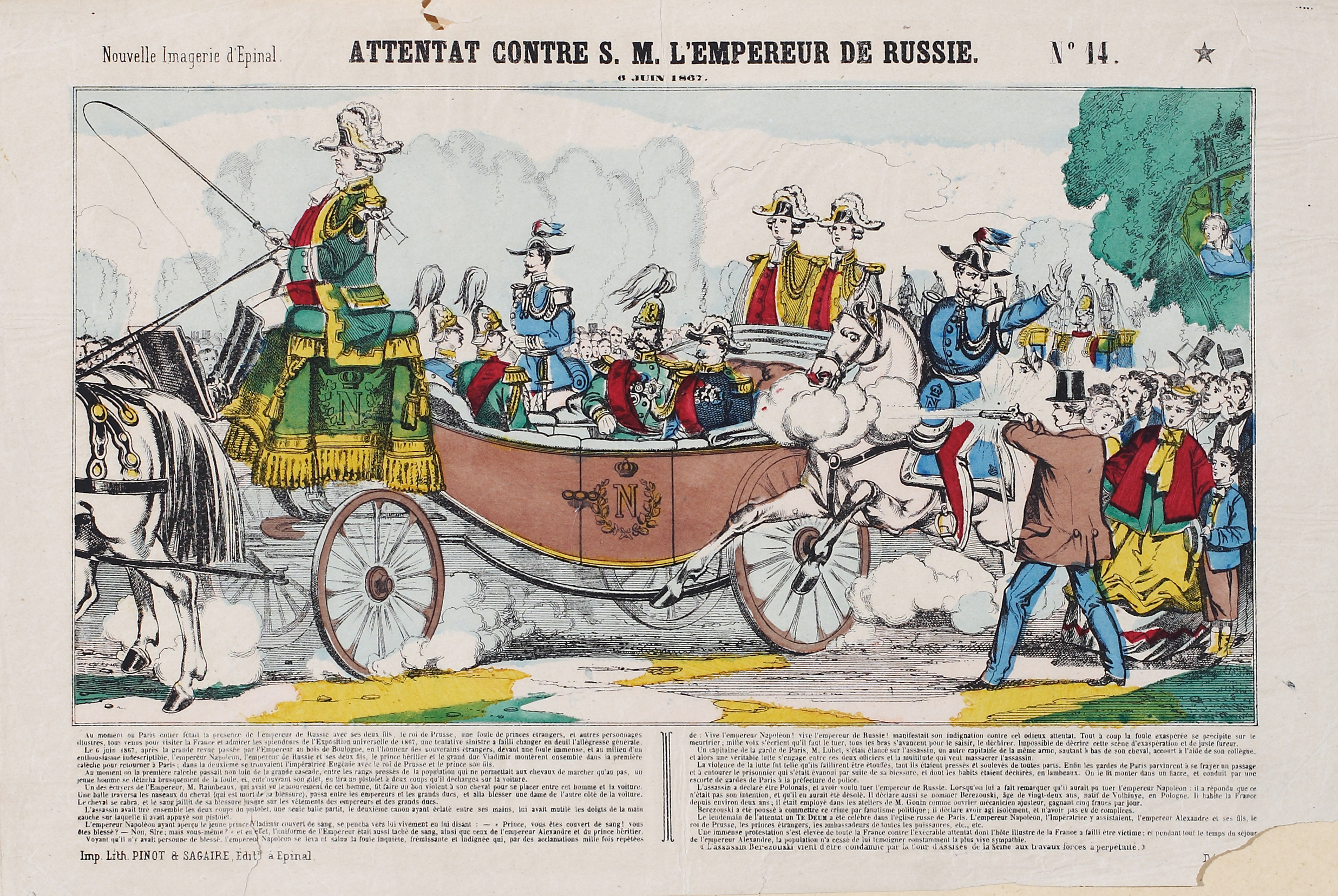
Attentat contre S. M. l'Empereur de Russie. Nouvelle Imagerie d'Épinal 6 juin 1867.

- 6 juin : le tsar de Russie Alexandre II et Napoléon III échappent à la tentative d'assassinat de Berezowski, au bois de Boulogne, à Paris[16]. Cet attentat entraîne une brouille avec la Russie.

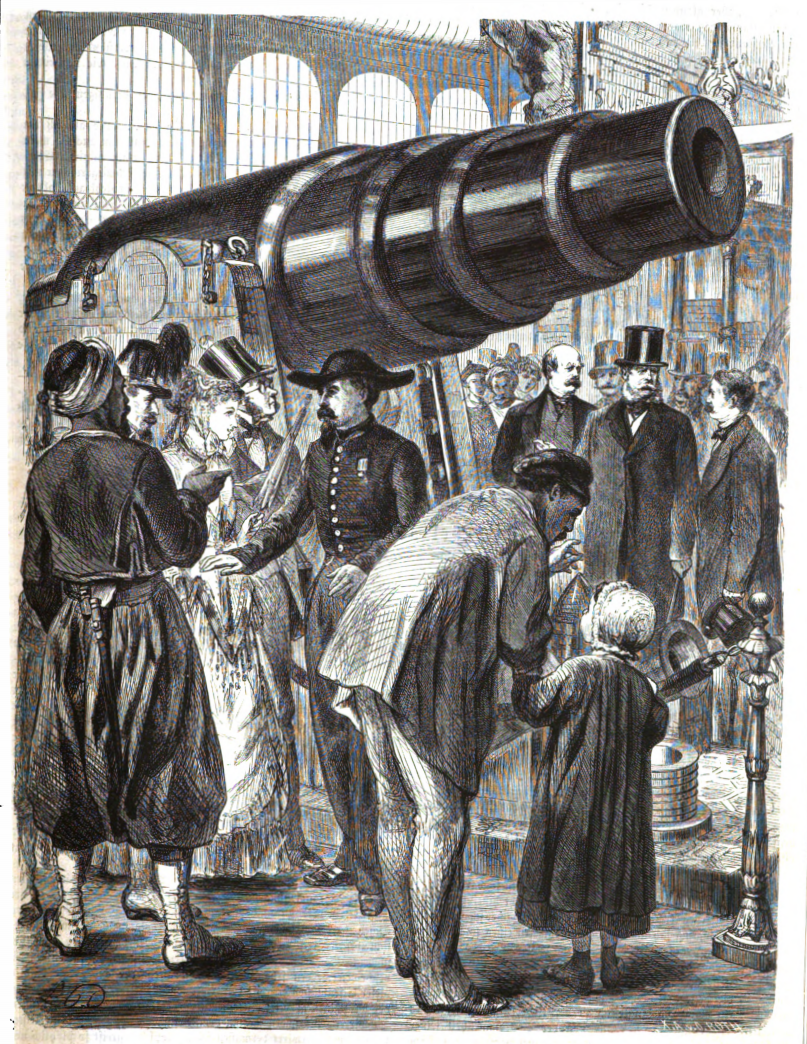
Le roi Guillaume de Prusse et Bismarck devant le canon géant de Krupp lors de l'Exposition universelle à Paris. Au premier plan l'empereur Napoléon III.

- 7 juin : « dîner des Trois Empereurs »  réunissant Guillaume Ier, le tsar Alexandre II, son fils le futur Alexandre III, et le chancelier Bismarck. au Café Anglais à Paris[17].
- 25 juin : la France annexe les trois provinces (Cochinchine) concédées par l’Annam en 1862[18]. Les officiers Ernest Doudart de Lagrée et Francis Garnier poursuivent l’exploration du Mékong et s’aperçoivent vite de son utilité pour le commerce.
- 15 juillet : traité entre le Siam et l'Empire français signé à Paris ; il reconnaît solennellement le protectorat français sur le Cambodge en échange de la confirmation des droits du Siam sur les provinces occidentales de Battambang et d'Angkor[19].
- 24 juillet : loi sur les Sociétés anonymes. Statut des coopératives[20].

- 18 août[21] : visite de condoléances de Napoléon III et Eugénie à Salzbourg à la suite de la mort de Maximilien de Habsbourg, empereur du Mexique, exécuté le 16 juin ; l’entrevue de Salzbourg envisage un rapprochement entre l’Autriche-Hongrie et la France. Tentative de formation d’une confédération des États de l’Allemagne du Sud pour entraver l’unité politique de l’Allemagne[22].
- 16 octobre : Émile Garet fonde à Pau le journal l’Indépendant des Basses-Pyrénées[23].

- 8 novembre : Le docteur Delorme, vétérinaire à Arles, signale dans une lettre adressée au Président du Comice agricole d’Aix-en-Provence le développement rapide d’une nouvelle maladie de la vigne dans les environs d’Arles, le phylloxéra. Le fléau se généralise dans le Gard, le Vaucluse et les Bouches-du-Rhône et en 1868 la Société d'agriculture de l’Hérault nomme une commission pour l’étudier[24].

- 12 novembre : le maréchal Bazaine, en semi-disgrâce depuis son retour du Mexique, reçoit le commandement du 3e corps d'armée à Nancy[25].
- 27 novembre : exécution de Jean-Charles-Alphonse Avinain, coupable de meurtres et d'actes de barbarie sur deux personnes, connu pour son mot prononcé devant l'échafaud : « Messieurs, n'avouez jamais ! N'avouez jamais ! »[26]

- 3 novembre : bataille de Mentana. Les troupes françaises débarquées à Civitavecchia pour protéger le pape Pie IX des « mille » dispersent les Chemises rouges de Giuseppe Garibaldi[27].

- 19 décembre : la Chambre rejette le projet de modernisation de l'armée française du maréchal Niel[28].
- 20 décembre 1867 - 11 mai 1868 : Jules Ferry attaque la gestion financière du baron Haussmann, en publiant dans Le Temps une série d'articles « les comptes fantastiques du baron Haussmann »[29].

- Crise de production (1867-1868).